# GM BEV3
GM BEV3 — платформа для электромобилей, выпускающаяся с 2022 года американской корпорацией General Motors.

## История
Японская компания Honda объявила, что будет сотрудничать с американской корпорацией General Motors для разработки аккумуляторов «следующего поколения» в 2018 году. Архитектура BEV3 была анонсирована в январе 2019 года, при этом подразделение Cadillac было объявлено ведущей маркой, а платформа BEV3 была подробно описана 4 марта 2020 года во время брифинга GM EV Day в Уоррене.
В 2021 году было объявлено, что в 2024 году будет выпущено два внедорожника под марками Honda и Acura, которые разработаны в партнёрстве с General Motors. В 2022 году было уточнено, что новые внедорожники Honda будут выпускаться параллельно с внедорожниками GM с использованием аккумуляторов Ultium и платформы электромобилей GM.

## Дизайн
Платформа BEV3 предназначена для поддержки легковых автомобилей с цельным кузовом и кроссоверов, в то время как фургоны и внедорожники базируются на платформе General Motors BT1. На платформе выпускаются одномоторные электромобили с передним или задним приводом или же двухмоторные электромобили с полным приводом. Блок питания Ultium Drive сочетает в себе тяговый электродвигатель, редуктор и силовую электронику.
GM утверждает, что BEV3 будет иметь большую площадь с меньшей высотой, большей плотностью энергии и более высокой скоростью зарядки по сравнению с BEV2. Модульная конструкция позволит разместить под полом от шести до двадцати четырёх аккумуляторных модулей, в зависимости от требований к хранению энергии. Автомобили премиум-класса на платформе BEV3 имеют возможность увеличения передаточного отношения приборной панели к оси на 100—150 мм, что приводит к более длинному капоту, который призван напомнить классические пропорции персональных люксовых автомобилей, разработанных Биллом Митчеллом для General Motors.

## Применения
- Acura ZDX (2024 — настоящее время)[13]
- Buick Electra E4 (2023 — настоящее время)[14]
- Buick Electra E5 (2023 — настоящее время)[15]
- Cadillac Celestiq (2024 — настоящее время)
- Cadillac Lyriq (2022 — настоящее время)[16]
- Chevrolet Blazer EV (2023 — настоящее время)[17]
- Chevrolet Equinox EV (2024 — настоящее время)[18]
- Cadillac Optiq (2024 — настоящее время)[19]
- Cadillac Vistiq (2025 — настоящее время)
- Honda Prologue (2024 — настоящее время)[20]
- Cruise Origin
- Chevrolet Bolt[21]

- Acura ZDX
- Buick Electra E4
- Buick Electra E5
- Cadillac Lyriq
- Cadillac Celestiq
- Cadillac Optiq
- Cadillac Vistiq
- Chevrolet Blazer EV
- Chevrolet Equinox EV
- Honda Prologue